# 时新街道
时新街道是中华人民共和国四川省巴中市巴州区下辖的一个街道办事处。

## 行政区划
时新街道下辖以下村级行政区划单位：
白塔社区、西锦社区、沙溪社区、灰山社区、双井社区、石笋堂社区、园柏社区、排垭口社区、栖凤社区、插旗山社区、双桥河村、西溪村、白鹤村、排垭村、东华村。